# Braja Dewa
Braja Dewa is een bestuurslaag in het regentschap Lampung Timur van de provincie Lampung, Indonesië. Braja Dewa telt 1942 inwoners (volkstelling 2010).